# Elachiptera conjuncta
Elachiptera conjuncta är en tvåvingeart som först beskrevs av Adam 1965.  Elachiptera conjuncta ingår i släktet Elachiptera och familjen fritflugor. Inga underarter finns listade i Catalogue of Life.